# Морочне
Моро́чне (Морочня) — село у Зарічненській громаді Вараського району Рівненської області України.
Розташоване за 16 км від районного центру. Через село проходить автошлях Дубровиця-Пінськ.
Сільраді служить Мутвиця (Зарічненський район).
Морочне ділиться на дві частини — Мале Морочне і Велике Морочне. Між ними лежить Королівщина (від річки і до кінця панського палацу, що навпроти колгоспного саду у В.Морочному). Населення станом на 1 січня 2025 року становить 1086 осіб. Є школа, докладніша інформація за посиланням http://morochne-zosh.rv.sch.in.ua  , два сільських клуби, бібліотека, працюють також лікарська амбулаторія, аптека, відділення зв'язку, три магазини.

## Історія
Перша згадка про село датована 1511 роком. Жителі його брали участь у селянсько-козацькому повстанні 1594—1596 років, під проводом Северин Наливайко. Після приєднання західноукраїнських земель до Радянської України село стало районним центром.
В 19-20 століттях було центром Морочанської волості, у 1940—1946 — Морочнівського району.
У роки німецько-радянської війни Морочне входило до військової округи «Заграва» регіональної групи УПА-Північ. 94 жителі села вели боротьбу з нацистськими загарбниками. З них 55 нагороджені орденами і медалями Союзу РСР, 85 чоловік загинули, захищаючи СРСР. Видавалась підпільна районна газета «Червона зірка». Командиром партизанського з'єднання, що діяло у Морочнівському і прилеглих районах, був начальник міліції Морочнівського району І. П. Федоров.

## Сьогодення

Настоятель місцевого православного Храму Отець Павло Дубінець 2008 р.

- Отцем Павлом Дубінцем, настоятелем місцевого православного Храму створена програма на Радіо Зарічне про Бучинську ікону Божої Матері.

## Населення
За переписом населення 2001 року в селі мешкало 1 270 осіб.

### Мова
Розподіл населення за рідною мовою за даними перепису 2001 року:
| Мова       | Відсоток |
| ---------- | -------- |
| українська | 99,69 %  |
| російська  | 0,23 %   |
| білоруська | 0,08 %   |

## Відомі уродженці

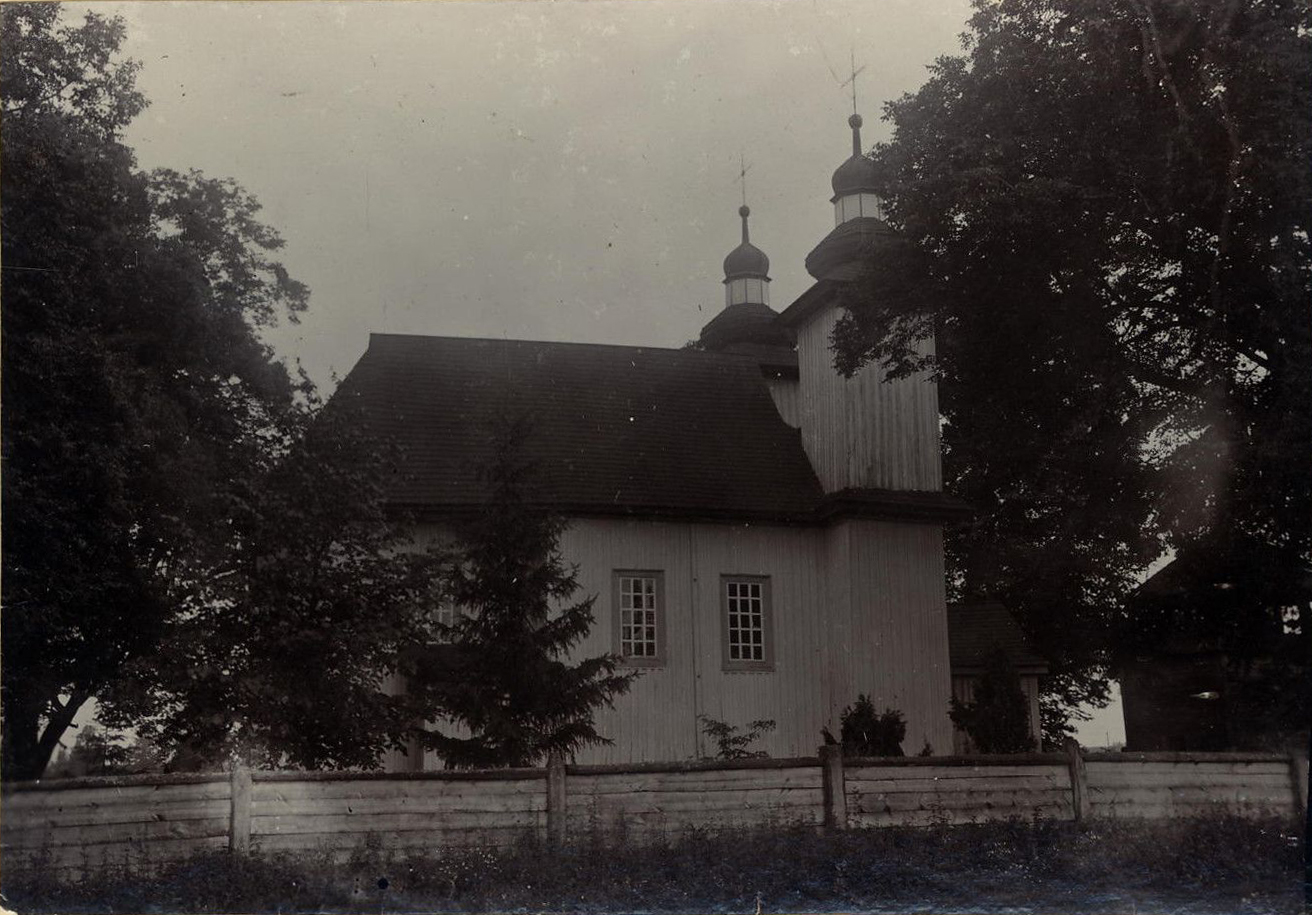
Церква Святої Параскеви П’ятниці (колишня греко-католицька) у селі Морочне. 1815 р. Фото 1912 р.

- Карпович Микола Іванович — народний артист України

#### Книги
- Коротун І. М., Коротун Л. К. Географія Рівненської області в 3-х частинах. — Рівне, 1996. — 274 с.

| Україна | Це незавершена стаття з географії України. Ви можете допомогти проєкту, виправивши або дописавши її. |